# Sri Lanka ved OL
Sri Lanka deltog første gang i olympiske lege under Sommer-OL 1948 i London, og har siden deltaget i alle efterfølgende sommerlege undtaget Sommer-OL 1976 i Montréal. Fra 1948 til 1972 deltog de under sit tidligere navn Ceylon, med landskoden CEY. Sri Lanka har aldrig deltaget i vinterlege.

## Medaljeoversigt
| Sri Lankas medaljer under de olympiske sommerlege | Sri Lankas medaljer under de olympiske sommerlege | Sri Lankas medaljer under de olympiske sommerlege | Sri Lankas medaljer under de olympiske sommerlege | Sri Lankas medaljer under de olympiske sommerlege | Sri Lankas medaljer under de olympiske sommerlege |
| ------------------------------------------------- | ------------------------------------------------- | ------------------------------------------------- | ------------------------------------------------- | ------------------------------------------------- | ------------------------------------------------- |
| Lege                                              | Guld                                              | Sølv                                              | Bronze                                            | Totalt                                            | Rang                                              |
| 1948 London                                       | 0                                                 | 1                                                 | 0                                                 | 1                                                 | 28                                                |
| 1952 Helsingfors                                  | 0                                                 | 0                                                 | 0                                                 | 0                                                 | –                                                 |
| 1956 Melbourne/Stockholm                          | 0                                                 | 0                                                 | 0                                                 | 0                                                 | –                                                 |
| 1960 Roma                                         | 0                                                 | 0                                                 | 0                                                 | 0                                                 | –                                                 |
| 1964 Tokyo                                        | 0                                                 | 0                                                 | 0                                                 | 0                                                 | –                                                 |
| 1968 Mexico by                                    | 0                                                 | 0                                                 | 0                                                 | 0                                                 | –                                                 |
| 1972 München                                      | 0                                                 | 0                                                 | 0                                                 | 0                                                 | –                                                 |
| 1976 Montréal                                     | Deltog ikke                                       | Deltog ikke                                       | Deltog ikke                                       | Deltog ikke                                       | Deltog ikke                                       |
| 1980 Moskva                                       | 0                                                 | 0                                                 | 0                                                 | 0                                                 | –                                                 |
| 1984 Los Angeles                                  | 0                                                 | 0                                                 | 0                                                 | 0                                                 | –                                                 |
| 1988 Seoul                                        | 0                                                 | 0                                                 | 0                                                 | 0                                                 | –                                                 |
| 1992 Barcelona                                    | 0                                                 | 0                                                 | 0                                                 | 0                                                 | –                                                 |
| 1996 Atlanta                                      | 0                                                 | 0                                                 | 0                                                 | 0                                                 | –                                                 |
| 2000 Sydney                                       | 0                                                 | 1                                                 | 0                                                 | 1                                                 | 64                                                |
| 2004 Athen                                        | 0                                                 | 0                                                 | 0                                                 | 0                                                 | –                                                 |
| 2008 Beijing                                      | 0                                                 | 0                                                 | 0                                                 | 0                                                 | –                                                 |
| 2012 London                                       | 0                                                 | 0                                                 | 0                                                 | 0                                                 | –                                                 |
| 2016 Rio de Janeiro                               | 0                                                 | 0                                                 | 0                                                 | 0                                                 | –                                                 |
| 2020 Tokyo                                        |                                                   |                                                   |                                                   |                                                   |                                                   |
| Totalt                                            | 0                                                 | 2                                                 | 0                                                 | 2                                                 |                                                   |